# Alleanza dei piccoli Stati insulari
L’Alleanza dei piccoli Stati insulari (Alliance of Small Island States, AOSIS) è un'organizzazione intergovernativa fra piccoli paesi insulari.

## Storia
Fondata nel 1990, lo scopo principale dell'alleanza è quello di consolidare le voci dei Paesi per affrontare il riscaldamento globale. L'AOSIS è stato molto attivo fin dalla sua creazione, proponendo il primo testo nel progetto del Protocollo di Kyoto già nel 1994.
Molti degli Stati membri erano presenti alla XV Conferenza delle Nazioni Unite sul cambiamento climatico (COP15) del dicembre 2009.  Democracy Now! ha riferito che i membri dello stato insulare di Tuvalu hanno interrotto una sessione del 10 dicembre 2009 per chiedere che l'aumento della temperatura globale venga limitato a 1,5 gradi al posto dei 2 gradi patteggiati.
AOSIS ha 42 membri e osservatori da tutto il mondo, di cui 36 sono membri delle Nazioni Unite. L'alleanza rappresenta il 28% dei paesi in via di sviluppo, e il 20% del numero totale dei membri dell'ONU.

## Stati membri dell'AOSIS
Oceano Atlantico
- Antigua e Barbuda
- Bahamas
- Barbados
- Belize
- Capo Verde
- Cuba
- Dominica
- Giamaica
- Grenada
- Guinea-Bissau
- Guyana
- Haiti
- Repubblica Dominicana
- Saint Kitts e Nevis
- Saint Vincent e Grenadine
- Saint Lucia
- São Tomé e Príncipe
- Suriname
- Trinidad e Tobago

Oceano Indiano
- Comore
- Maldive
- Mauritius
- Seychelles

Oceano Pacifico
- Isole Cook
- Isole Figi
- Isole Marshall
- Isole Salomone
- Kiribati
- Micronesia
- Nauru
- Niue
- Palau
- Papua Nuova Guinea
- Samoa
- Singapore
- Timor Est
- Tonga
- Tuvalu
- Vanuatu

Vi sono poi cinque Paesi Osservatori
- Antille Olandesi
- Guam
- Isole Vergini Americane
- Porto Rico
- Samoa Americane

## Presidenze
- Robert Van Lierop (Vanuatu, 1991-1995)
- Tuiloma Neroni Slade (Samoa, 1995-2002)
- Jagdish Koonjul (Mauritius, 2002-2005)
- Enele Sopoaga (ad interim, Tuvalu, 2005-2006)
- Julian R. Hunte (Saint Lucia, 2006)
- Angus Friday (Grenada, 2006-2009)
- Dessima Williams (Grenada, 2009-2011)
- Marlene Moses (Nauru, 2012–2014)[1]
- Ahmed Sareer (Maldive, 2015–2017)
- Ali Naseer Mohamed (Maldive, 2017–2018)
- Lois Michele Young (Belize, 2019-2020)
- Walton Alfonso Webson (Antigua e Barbuda, 2021-2022)
- Fatumanava-o-Upolu III Dr Pa'olelei Luteru (Samoa, 2022-in carica)